# Franciszka Mann

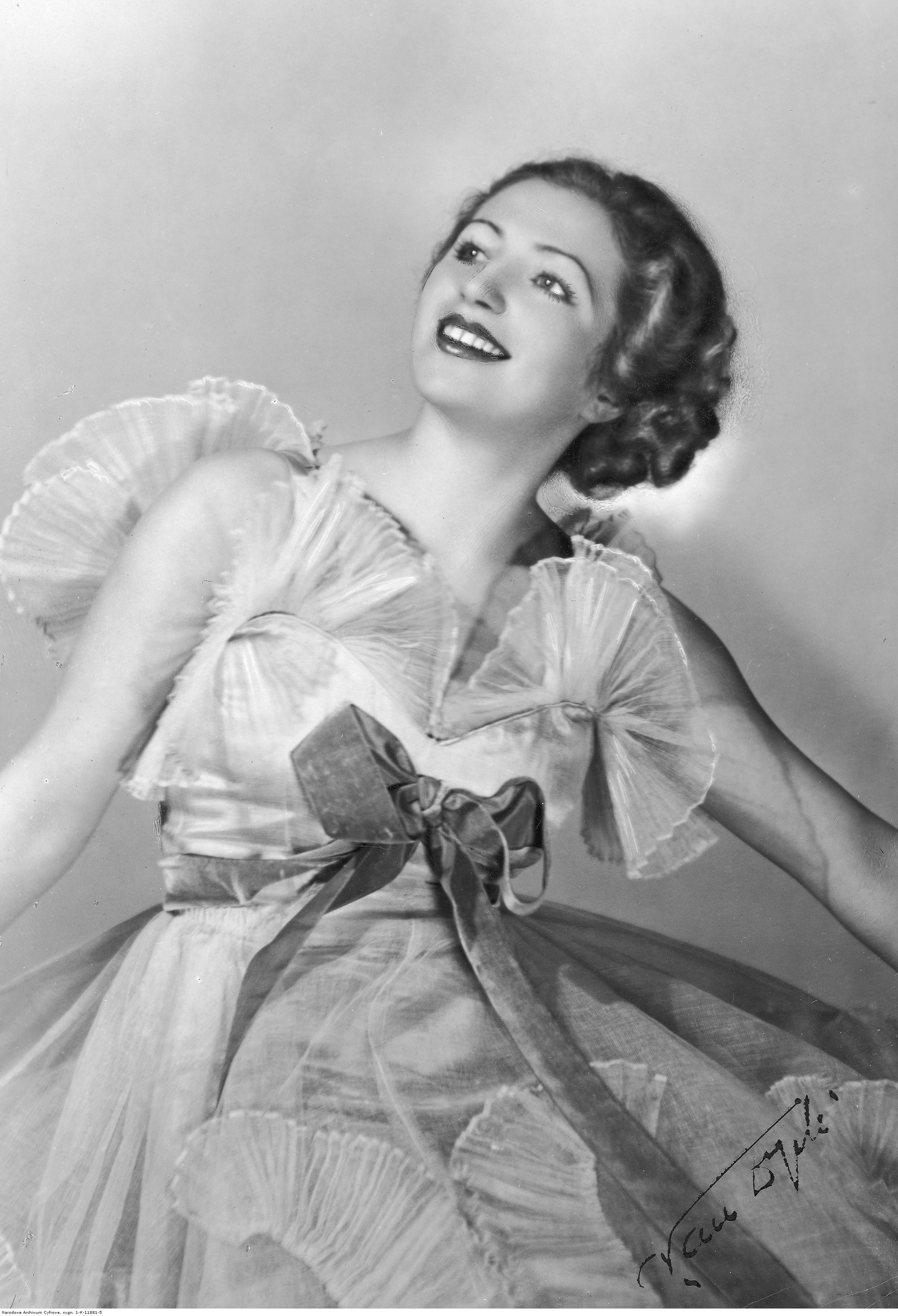
Franciszka Mann (Mitte der 1930er-Jahre)

Franciszka Mann, auch Franziska Mann, Franceska Mann, Franciszka Mannówna, Künstlername Lola Horowitz (* 4. Februar 1917; † 23. Oktober 1943 in Auschwitz-Birkenau), war eine polnische Tänzerin, die nach Augenzeugenberichten angesichts ihrer kurz bevorstehenden Ermordung im KZ Auschwitz-Birkenau SS-Männer angriff, einen tödlich verletzte und einen weiteren verwundete.

## Leben
Franciszka Mann erhielt eine klassische Tanzausbildung bei Irena Prusicka (1911–2001). Sie trat vor dem Zweiten Weltkrieg in Warschau als Balletttänzerin und in Nachtklubs auf und galt als eine der besten Tänzerinnen. Zu ihrem Freundeskreis zählten Tänzerinnen wie Wiera Gran und Stefania Grodzieńska.
Sie gehörte zu den Juden, denen im Rahmen der Hotel-Polski-Affäre eine Ausreise in die Schweiz oder ein Austausch gegen deutsche Kriegsgefangene in Aussicht gestellt worden war. Durch diese Falle offenbarte sie ihre jüdische Herkunft gegenüber den deutschen Besatzern und wurde schließlich deportiert. Am 23. Oktober 1943 traf ein Zug mit rund 1700 polnischen Juden im KZ Auschwitz-Birkenau ein. Die Ankömmlinge wurden ohne Registrierung nach Geschlecht getrennt zu den Gaskammern gebracht, um dort ermordet zu werden.
Als die Frauen im Umkleideraum bei der Gaskammer unter der Vorspiegelung, sie würden vor der Weiterreise desinfiziert, angewiesen wurden, sich zu entkleiden, gelang es Franciszka Mann, dem SS-Oberscharführer Walter Quakernack zunächst den Absatz ihres Schuhs in dessen Gesicht zu schlagen und ihm anschließend seine Pistole zu entreißen. Mit dieser gab sie drei Schüsse auf die anwesenden SS-Männer ab. Ein Schuss traf den SS-Oberscharführer Josef Schillinger, ein weiterer SS-Oberscharführer Wilhelm Emmerich. Schillinger starb auf dem Transport ins Krankenhaus, Emmerich wurde am Bein verletzt.
Weitere Frauen sollen daraufhin ebenfalls die SS-Männer angegriffen haben, diese rannten aus dem Raum. Außerhalb ließ Lagerkommandant Rudolf Höß derweil zwei Maschinengewehre in Stellung bringen und auf die Gefangenen schießen. Überlebende wurden anschließend vergast. Am Folgetag feuerten SS-Wachleute als Vergeltung wahllos in das Lager, wobei 13 Häftlinge starben und mehrere verwundet wurden.